# Nora Anderegg
Nora Anderegg (* 8. Oktober 1908 in Genf; † 1. Januar 2000 in St. Gallen) war eine Schweizer Malerin und Zeichnerin. Ihr Werk umfasst Malerei, Zeichnungen und Lithografien.

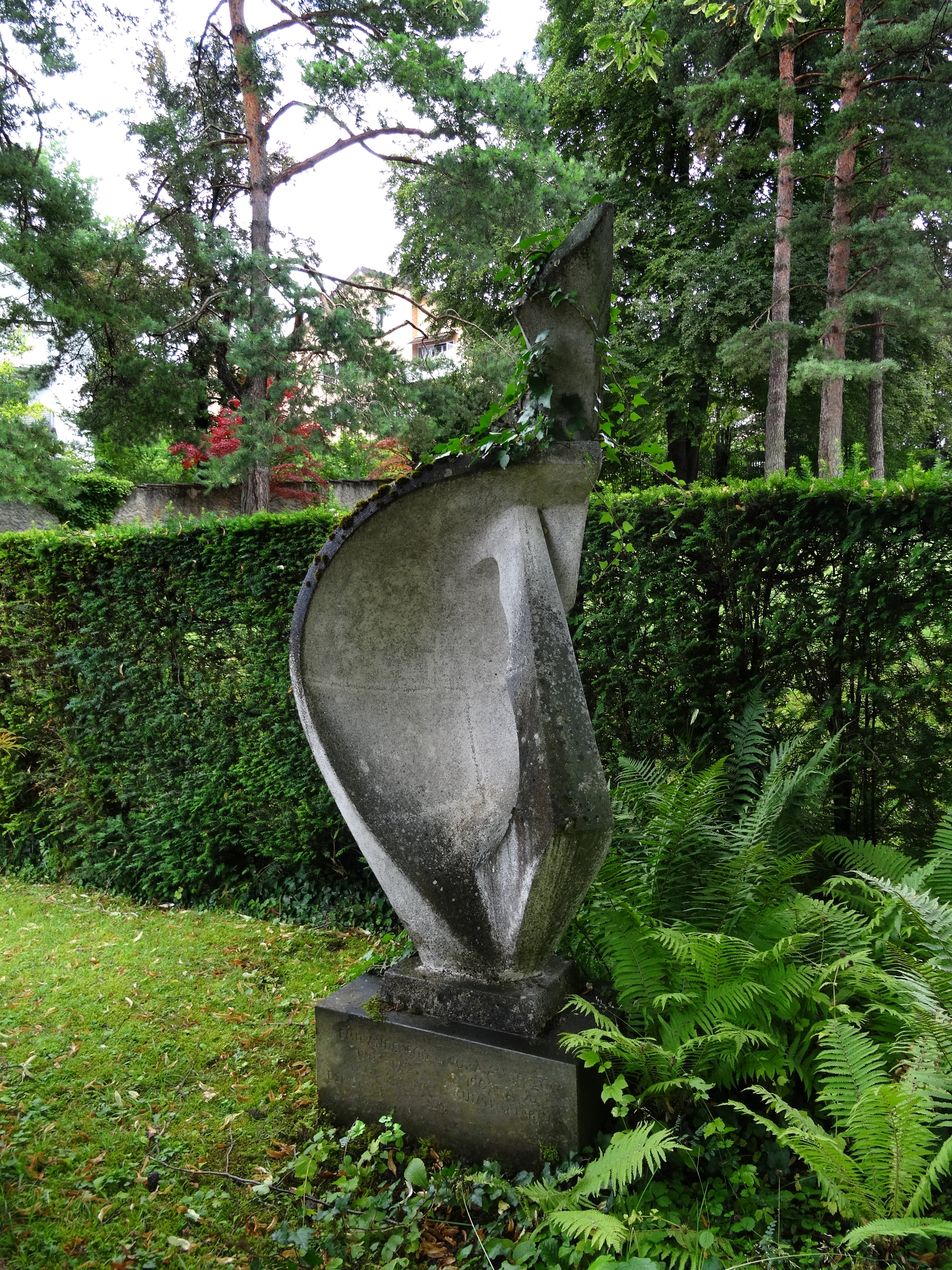
Grab auf dem Friedhof Feldli in St. Gallen

## Leben und Werk
Nora Anderegg, geborene Ratnowsky, war eine Tochter des Physikprofessors Simon Ratnowsky. Zusammen mit ihrem jüngeren Bruder und späteren Bildhauer Raoul Ratnowsky wuchs sie in Küsnacht auf. Später lebte sie in St. Gallen und war seit 1932 mit dem Politiker Emil Anderegg (1903–1967) verheiratet.
Nora Anderegg war von 1971 bis 1992 Mitglied der Schweizerischen Gesellschaft Bildender Künstlerinnen und stellte ihre Werke in Gruppenausstellungen aus. 1949 schuf sie ein Wandbild für den Kindergarten Im Nest in St. Georgen und 1952 ein Wandbild für das Kino Rex in St. Gallen. 1969 erhielt sie den Anerkennungspreis der Stadt Gallen.
Das Ehepaar fand ihre letzte Ruhestätte auf dem Friedhof Feldli in St. Gallen.